# St-Eugène (Marseille)

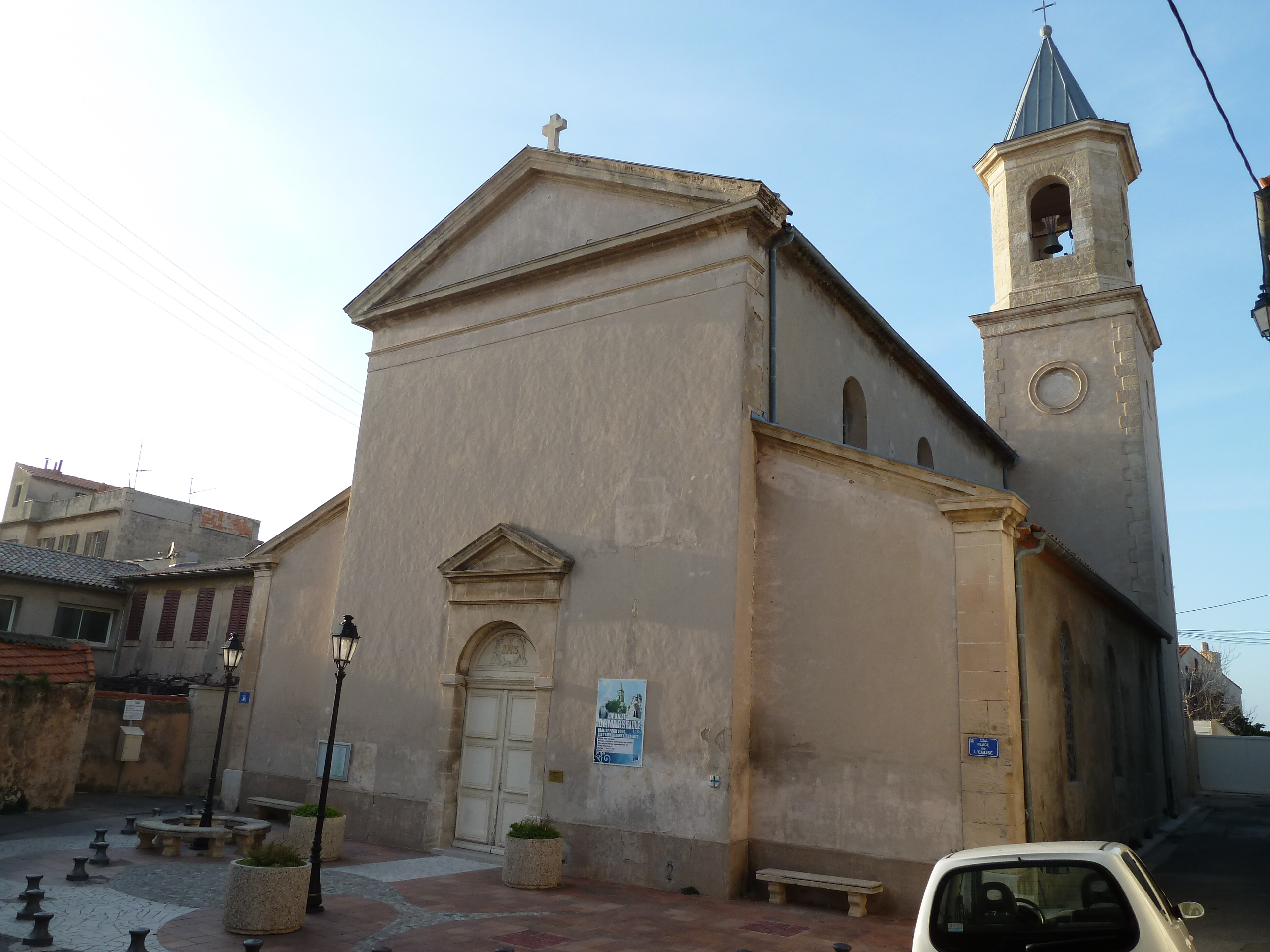
St-Eugène (Marseille)

Die Kirche Saint-Eugène ist eine römisch-katholische Kirche in der südfranzösischen Stadt Marseille.

## Lage und Patrozinium
Die Kirche befindet sich im 7. Arrondissement im Viertel Endoume (Rue des Pêcheurs Nr. 1). Sie ist zu Ehren des heiligen Eugenius von Karthago († 505 in Albi) geweiht.

## Geschichte
Bischof Eugen von Mazenod veranlasste 1842 den Bau der Kirche, die von 2005 bis 2008 restauriert wurde.

## Ausstattung
Bemerkenswert ist die farbliche Gestaltung des Kircheninnenraumes. Die Kirche verfügt über Büsten des Patrons und des heiligen Eugen von Mazenod. Ein Gemälde von François Reynaud (1825–1909) zeigt die Heilung eines Blinden durch Eugen von Karthago (1857). Die Kirchenfenster entstanden in den 1980er Jahren. Die Orgel der Lyoner Firma Beaucourt und Voegeli von 1859 wurde restauriert und ist seit 2006 wieder bespielbar.